# Albate
Albate (lombardisch Albàa) ist ein Stadtteil der norditalienischen Stadt Como.

## Geschichte
Der Ort Albate war historisch eine selbstständige Gemeinde in der Landschaft Como. Teilweise gehörte sie zu den Corpi Santi, also zur Großgemeinde, die die Vororte der Stadt umfasste.
Zur Gemeinde Albate gehörten die Ortsteile Trecallo, Baraggia, Muggiò und Acqua Negra.
1808 wurde Albate per Napoleonischen Dekret mit vielen anderen Vororten nach Como eingemeindet. Mit der Wiederherstellung des Österreichischen Herrschafts wurde die Gemeinde Albate 1816 wieder selbstständig.
An der Gründung des Königreichs Italien (1861) zählte Albate 1327 Einwohner. 1943 wurde die Gemeinde in die Stadt Como eingemeindet.